# Yasunari Kondō
Pour les articles homonymes, voir Kondo.
Yasunari Kondō (こんどう やすなり, Kondō Yasunari), né le 15 août 1960 dans la préfecture d'Aichi (Japon), est un acteur japonais.

## Filmographie sélective
- 2002 : Stupeur et Tremblements d'Alain Corneau : Monsieur Tenshi
- 2012 : Au-delà du sang de Guillaume Tauveron : l'amoureux d'Izumi
- 2014 : Tokyo Fiancée de Stefan Liberski